# Baja 1000
Baja 1000 är en stor och årligt återkommande tävling där motordrivna terrängfordon kör en längre sträcka i Mexikos öken. Tävlingen grundades 1967. Start och mål ligger i San Felipe. Tävlingen är jämförbar med Paris-Dakar-rallyt.